# Остроущенко Світлана Вікторівна
Світлана Вікторівна Остроущенко (нар. 14 лютого 1937, місто Владивосток, тепер Приморський край, Російська Федерація) — українська діячка, журналіст. Народний депутат України 1-го скликання.

## Біографія
Народилася у родині військовослужбовця. У 1955—1956 роках — вихователь дитячого садка № 3 міста Одеси.
У 1956—1961 роках — студентка філологічного факультету Одеського державного університету імені Мечникова.
У 1961—1963 роках — учитель школи-інтернату Тернопільської області.
У 1963—1964 роках — бібліотекар бібілотеки № 1 міста Одеси.
У 1964—1965 роках — літпрацівник газети «Джутарка» Одеської джутової фабрики. У 1965—1970 роках — редактор газети «Верстатобудівник» Одеського заводу радіально-свердлувальних верстатів.
Член КПРС з 1970 по 1991 рік.
З 1970 року — кореспондент газети «Моряк» міста Одеси. З 1973 року — спеціальний кореспондент Одеської обласної газети «Знамя коммунизма».
З 1990 року — заступник редактора профспілкової газети «Гласность» міста Одеси.
Народний депутат України 1-го скликання з 18.03.1990 (2-й тур), Приморський виборчий округ № 298, Одеська область. Голова підкомісії з питань охорони сім'ї і материнства Комісії у справах жінок, охорони сім'ї, материнства і дитинства Верховної Ради України.

## Нагороди та відзнаки
Нагороджена «Золотим пером» Спілки журналістів УРСР, лауреат премії імені Ярослава Галана, її ім'я занесено у книгу пошани Одеської обласної організації спілки журналістів УРСР.

## Висловлювання
(Щодо затвердження тризуба в якості державного символу України) рос. Уважаемый докладчик!  В  принципе  ничего  не  имея  против этого герба,  я все-таки считаю,  что для людей имеет  гораздо  большее  значение новейшая  история,  чем  история  древнейшая,  идущая от Ярослава Мудрого.  Ведь новейшая история остается в памяти людей. В памяти людей этот герб ассоциируется с   тем,   что   он  был  гербом  дивизии  "СС Галичина",  гербом петлюровщины,  бандеровщины.  Люди это знают и помнят. Так вот, способен ли данный герб при всем этом объединить народ?